# Барра-ду-Мендис
Барра-ду-Мендис (порт. Barra do Mendes) — город и муниципалитет в Бразилии, входит в штат Баия. Составная часть мезорегиона Северо-центральная часть штата Баия. Входит в экономико-статистический микрорегион Иресе. Население составляет 13 641 человек на 2006 год. Занимает площадь 1252,094 км². Плотность населения — 10,9 чел./км².
Праздник города — 14 августа.

## История
Город основан 21 июля 1917 года.

## Статистика
- Валовой внутренний продукт на 2003 год составляет 25 321 031,00 реалов (данные: Бразильский институт географии и статистики).
- Валовой внутренний продукт на душу населения на 2003 год составляет 1643,80 реала (данные: Бразильский институт географии и статистики).
- Индекс развития человеческого потенциала на 2000 год составляет 0,636 (данные: Программа развития ООН).